# فرودگاه حبیت اولاد محمد
فرودگاه حبیت اولاد محمد (به انگلیسی: Habit Awlad Muhammad Airport) یک فرودگاه غیرنظامی است که یک باند فرود ماسه دارد و طول باند آن ۱۷۸۵ متر است. این فرودگاه در کشور لیبی قرار دارد و در ارتفاع ۶۱۰ متری از سطح دریا واقع شده‌است.